# Ruiz (Nayarit)
Ruíz é um município do estado do Nayarit, no México.